# سیارک ۵۶۴۴
سیارک ۵۶۴۴ (به انگلیسی: 5644 Maureenbell، نامگذاری:1990QG2) پنج هزار و ششصد و چهل و چهارمین سیارک کشف شده‌است که در ۲۲ اوت ۱۹۹۰ کشف شد.
قدر مطلق سیارک برابر ۱۱٫۸۰ است.